# Jaulnay
Jaulnay är en kommun i departementet Indre-et-Loire i regionen Centre-Val de Loire i de centrala delarna av Frankrike. Kommunen ligger i kantonen Richelieu som tillhör arrondissementet Chinon. År 2022 hade Jaulnay 244 invånare.

## Befolkningsutveckling
Antalet invånare i kommunen Jaulnay
Referens:INSEE